# Matthias Goerne

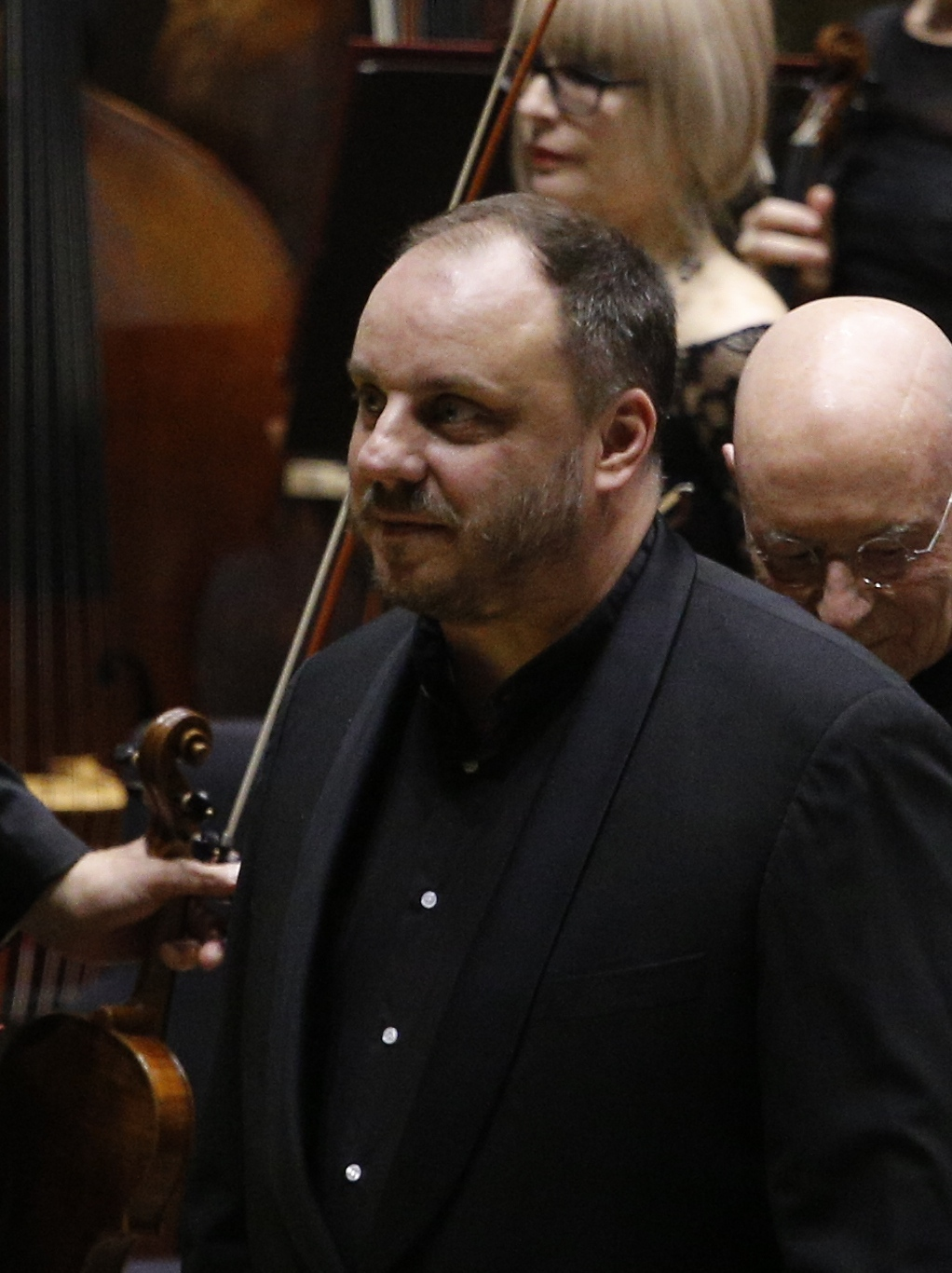
Matthias Goerne in 2015

Matthias Goerne (Weimar, 31 maart 1967) is een Duitse bariton, vooral bekend vanwege zijn vertolking van Duitse liederen.
Goerne (ook: Görne) studeerde bij de zanger en pedagoog Hans-Joachim Beyer (1940), Elisabeth Schwarzkopf (1915-2006) en bij Dietrich Fischer-Dieskau (1925-2012).
Goerne geldt vooral als uitmuntend vertolker van het Duitse lied, met name die van Franz Schubert en Johannes Brahms. Daarnaast speelt hij regelmatig rollen in opera's, bijvoorbeeld in die van Richard Wagner. In 2003 zong hij in de wereldpremière van de opera L'Upupa und der Triumph der Sohnesliebe van Hans Werner Henze.
Van 2001-2005 was Goerne gastdocent aan de Robert-Schumann-Hochschule Düsseldorf.
Goerne werkt sinds 2008 voor het label Harmonia Mundi aan een reeks opnamen van liederen van Schubert. Hij werkte eerder mee aan de integrale uitgave van de liederen in de reeks The Hyperion Schubert Edition van pianist en liedbegeleider Graham Johnson, namelijk onder andere de delen 27 (1996) en 30 (1997: Winterreise).